# 시크 경보병대
시크 경보병대(힌디어: सिख लाइट इन्फेंट्री, 영어: Sikh Light Infantry)는 인도 육군의 경보병연대다.1857년 편성된  영국령 인도 육군의 제23, 32, 34시크 공병대들을 전신으로 삼는다. 펀자브 지역의 시크인들을 연대원으로 징병한다.
시크 경보병대는 세계에서 가장 높은 전쟁터인 시아첸 빙하에서 대분란전에 종사한다.